# Lindsey Stoddart
Lindsey Poinsett Stoddart (* 2. Oktober 1974 in Carmel, Kalifornien) ist eine US-amerikanische Schauspielerin und Synchronsprecherin.

## Leben
Stoddart absolvierte von 1990 bis 1992 die Palm Desert High School. In der Fernsehserie Hollywood Residential spielte sie 2008 die Lila Mann. Neben zahlreichen weiteren Fernsehserienauftritten hatte sie größere Auftritte als Schwester Lauren Halston in Scrubs – Die Anfänger (2002–2005), als Wendy in My Boys (2006–2008) und als Peggy in The Sarah Silverman Program. (2007–2010). Im Englischen betätigt sie sich auch als Synchronsprecherin, so synchronisierte sie 2012 die Mrs. Emerson in der Animationsserie Electric City und sprach verschiedene Rollen in der Zeichentrickserie Bob’s Burgers. Filme, in denen sie spielte, sind unter anderem Shallow Ground (2004), Dirty Famous (2005), Headhunter (2005) und House Husbands (2012).
Seit 2000 ist sie mit dem Schauspieler und Produzenten Paul Vaillancourt verheiratet, mit dem sie zwei Kinder hat.

## Filmografie

### Filme
- 2002: Ring (The Ring)
- 2003: Brainwarp (Kurzfilm)
- 2004: Shallow Ground
- 2004: 30 Days Until I’m Famous – In 30 Tagen berühmt (30 Days Until I’m Famous, Fernsehfilm)
- 2005: Dirty Famous (Fernsehfilm)
- 2005: Headhunter
- 2006: Grenade (Kurzfilm)
- 2006: Counter Productive (Kurzfilm)
- 2006: Dead Wrong (Kurzfilm)
- 2009: How I Survived the Zombie Apocalypse (Kurzfilm)
- 2010: Love Shack
- 2010: All Alone
- 2011: Tilda (Fernsehfilm)
- 2012: House Husbands (Fernsehfilm)

### Fernsehserien
- 1998: My Generation (eine Folge)
- 2000: Shasta McNasty (eine Folge)
- 2001–2022: Spy TV
- 2002–2005: Scrubs – Die Anfänger (Scrubs, 4 Folgen)
- 2003: On the Spot (4 Folgen)
- 2003: Run of the House (eine Folge)
- 2004: Star Trek: Enterprise (Folge Das auserwählte Reich)
- 2004: Half & Half (eine Folge)
- 2004: Without a Trace – Spurlos verschwunden (Without a Trace, eine Folge)
- 2004: Ein Witzbold namens Carey (The Drew Carey Show, eine Folge)
- 2005: Second Time Around (eine Folge)
- 2005: Pamela Anderson in: Stacked (Stacked, eine Folge)
- 2006: Das Büro (The Office, eine Folge)
- 2006: In Justice (eine Folge)
- 2006: Bones – Die Knochenjägerin (Bones, eine Folge)
- 2006: Hannah Montana (eine Folge)
- 2006: Lovespring International (eine Folge)
- 2006–2008: My Boys (4 Folgen)
- 2007–2010: The Sarah Silverman Program. (The Sarah Silverman Program., 5 Folgen)
- 2008: Reno 911! (eine Folge)
- 2008: Hollywood Residential (8 Folgen)
- 2008: Root of All Evil (eine Folge)
- 2008: How I Met Your Mother (eine Folge)
- 2009: The Game (eine Folge)
- 2009: Modern Family (eine Folge)
- 2011: Desperate Housewives (2 Folgen)
- 2012: Psych (eine Folge)
- 2012: Electric City (9 Folgen, Stimme)
- seit 2012: Bob’s Burgers (Stimme)
- 2014: 2 Broke Girls (eine Folge)
- 2017: F Is for Family (4 Folgen, Stimme)
- 2022–2023: The Great North (2 Folgen, Stimme)